# Garnay

Garnay este o comună în departamentul Eure-et-Loir, Franța. În 1 ianuarie 2022 avea o populație de 1.000 de locuitori.

## Personalități născute aici
- Émile Boudier (1828 - 1920), biolog.